# Stiltia isabella
La pernice di mare australiana (Stiltia isabella Vieillot, 1816) è un uccello della famiglia Glareolidae. È l'unica specie del genere Stiltia.

## Descrizione
Questo animale  ha le zampe lunghe e le ali eccezionalmente lunghe. Ha la livrea color cannella sul dorso e nocciola chiaro con una macchia più scura sul ventre. Il becco, leggermente ricurvo, ha la base rossa e la punta scura.

## Biologia
La pernice di mare australiana corre rapidamente per catturare insetti a terra ma si nutre persino in volo, talvolta formando stormi che cacciano a quote rilevanti.

## Distribuzione e habitat
Questa pernice di mare è endemica dell'Australia. Vive anche in Indonesia, Papua Nuova Guinea, Malaysia e su Christmas Island.